# Prohierodula viridimarginata
Prohierodula viridimarginata är en bönsyrseart som beskrevs av Scott LaGreca 1956. Prohierodula viridimarginata ingår i släktet Prohierodula och familjen Mantidae. Inga underarter finns listade i Catalogue of Life.